# Jonathan Demme
Robert Jonathan Demme (Baldwin, 1944. február 22. – Manhattan, 2017. április 26.) Oscar-díjas amerikai filmrendező, producer, forgatókönyvíró.

## Életpályája
Unokaöccse, Ted Demme is rendező volt, aki 2002-ben hunyt el. Egyetemi tanulmányait a Floridai Egyetem kémia szakán végezte el.
New Yorkban filmkritikus a United Artists, az Embassy Pictures, a Pathe Contemporary Films tájékoztatási osztályán. 1966-1968 között a Film Daily munkatársa, Roger Cormannál forgatókönyvíró, majd producer volt 1971-1976 között. Első rendezése az 1974-ben bemutatott Börtönterror volt. 1979-ben Utolsó ölelés című filmjét Roy Scheiderrel forgatta. Egy évvel később a Melvin és Howard című vígjáték rendezője volt. 1984-ben Kurt Russell és Goldie Hawn színészekkel forgatta le a Második műszak című vígjátékát. 1986-ban a Valami vadság című filmjében Melanie Griffith és Jeff Daniels alakította a főszerepeket. 1988-ban a Keresztanya című filmben ismét Griffith-tel dolgozott együtt. 
1991-ben készült el A bárányok hallgatnak című Oscar-díjas filmje. Két évvel később a Philadelphia – Az érinthetetlen című drámával jelentkezett, ahol Tom Hanks egy AIDS-es ügyvédet formált meg a filmvásznon. A 2000-es években Denzel Washington-nal forgatta le A mandzsúriai jelölt című filmfeldolgozását. 2008-ban Anne Hathaway főszereplésével Rachel esküvője című filmjét készítette el. 2015-ben készítette el utolsó filmjét, amely a Dübörög a szív címet kapta.
Nyelőcsőrákban és szívelégtelenségben szenvedett.

## Filmográfia

### Rendezőként

#### Film
| Év   | Magyar cím                      | Eredeti cím                 | Feladatkör | Feladatkör | Feladatkör |
| Év   | Magyar cím                      | Eredeti cím                 | Rendező    | Író        | Producer   |
| ---- | ------------------------------- | --------------------------- | ---------- | ---------- | ---------- |
| 1971 |                                 | Angels Hard as They Come    | Nem        | Igen       | Igen       |
| 1972 |                                 | The Hot Box                 | Nem        | Igen       | Igen       |
| 1973 | Láncra vert nők                 | Black Mama White Mama       | Nem        | Sztori     | Nem        |
| 1974 | Börtönterror                    | Caged Heat                  | Igen       | Igen       | Nem        |
| 1975 |                                 | Crazy Mama                  | Igen       | Nem        | Nem        |
| 1976 |                                 | Fighting Mad                | Igen       | Igen       | Nem        |
| 1977 |                                 | Handle with Care            | Igen       | Nem        | Nem        |
| 1979 | Utolsó ölelés                   | Last Embrace                | Igen       | Nem        | Nem        |
| 1980 | Melvin és Howard                | Melvin and Howard           | Igen       | Nem        | Nem        |
| 1984 | Második műszak                  | Swing Shift                 | Igen       | Nem        | Nem        |
| 1986 | Valami vadság                   | Something Wild              | Igen       | Nem        | Igen       |
| 1987 | Úszás Kambodzsába               | Swimming to Cambodia        | Igen       | Nem        | Nem        |
| 1988 | Keresztanya                     | Married to the Mob          | Igen       | Nem        | Nem        |
| 1990 | Miami Blues                     | Miami Blues                 | Nem        | Nem        | Igen       |
| 1991 | A bárányok hallgatnak           | The Silence of the Lambs    | Igen       | Nem        | Nem        |
| 1993 | Amos és Andrew – Bilincsben     | Amos & Andrew               | Nem        | Nem        | Vezető     |
| 1993 |                                 | Household Saints            | Nem        | Nem        | Vezető     |
| 1993 | Philadelphia – Az érinthetetlen | Philadelphia                | Igen       | Nem        | Igen       |
| 1995 | Kék ördög                       | Devil in a Blue Dress       | Nem        | Nem        | Vezető     |
| 1996 | Nyomul a banda                  | That Thing You Do!          | Nem        | Nem        | Igen       |
| 1998 |                                 | Shadrach                    | Nem        | Nem        | Vezető     |
| 1998 | Rabszolgalelkek                 | Beloved                     | Igen       | Nem        | Igen       |
| 1999 | Alkalom szüli a…                | The Opportunists            | Nem        | Nem        | Vezető     |
| 2001 |                                 | Maangamizi: The Ancient One | Nem        | Nem        | Vezető     |
| 2002 | Charlie kettős élete            | The Truth About Charlie     | Igen       | Igen       | Igen       |
| 2002 | Adaptáció                       | Adaptation.                 | Nem        | Nem        | Igen       |
| 2004 | A mandzsúriai jelölt            | The Manchurian Candidate    | Igen       | Nem        | Igen       |
| 2008 | Rachel esküvője                 | Rachel Getting Married      | Igen       | Nem        | Igen       |
| 2013 |                                 | A Master Builder            | Igen       | Nem        | Nem        |
| 2014 | Az élet dala                    | Song One                    | Nem        | Nem        | Igen       |
| 2015 | Dübörög a szív                  | Ricki and the Flash         | Igen       | Nem        | Nem        |
| 2015 |                                 | The Center                  | Nem        | Nem        | Vezető     |

#### Televízió
| Év        | Magyar cím          | Eredeti cím         | Megjegyzések                                      |
| --------- | ------------------- | ------------------- | ------------------------------------------------- |
| 1978      | Columbo             | Columbo             | 1 epizód (Columbo: Az ínyenc gyilkos)             |
| 1980–1986 | Saturday Night Live | Saturday Night Live | - rendező (3 epizód) - forgatókönyvíró (1 epizód) |
| 1982      |                     | American Playhouse  | 1 epizód                                          |
| 1987      |                     | Trying Times        | 1 epizód                                          |
| 1997      |                     | Subway Stories      | "Subway Car from Hell" szegmens                   |
| 2011      | Megvilágosultam     | Enlightened         | 2 epizód                                          |
| 2011–2012 | Szellemdoktor       | A Gifted Man        | - rendező (1 epizód) - vezető producer (6 epizód) |
| 2013–2014 | Gyilkosság          | The Killing         | 2 epizód                                          |
| 2017      |                     | Shots Fired         | 1 epizód                                          |
| 2018      | Seven Seconds       | Seven Seconds       | - minisorozat (1 epizód) - posztumusz megjelenés  |

### Színészként
| Év   | Magyar cím      | Eredeti cím                     | Szerep            | Megjegyzések            |
| ---- | --------------- | ------------------------------- | ----------------- | ----------------------- |
| 1977 |                 | The Incredible Melting Man      | Matt Winters      |                         |
| 1979 | Utolsó ölelés   | Last Embrace                    | férfi a vonaton   | stáblistán nem szerepel |
| 1985 | Ármány és szőke | Into the Night                  | szövetségi ügynök |                         |
| 1996 | Nyomul a banda  | That Thing You Do!              | filmrendező       |                         |
| 2000 | Oz              | Oz                              | reklámrendező     |                         |
| 2015 |                 | I Thought I Told You to Shut Up | narrátor (hangja) | dokumentum-rövidfilm    |

## Díjai
- Oscar-díj a legjobb rendezőnek (1991) A bárányok hallgatnak
- Ezüst Medve díj a legjobb rendezőnek (1991) A bárányok hallgatnak